# Hemiepifitismo

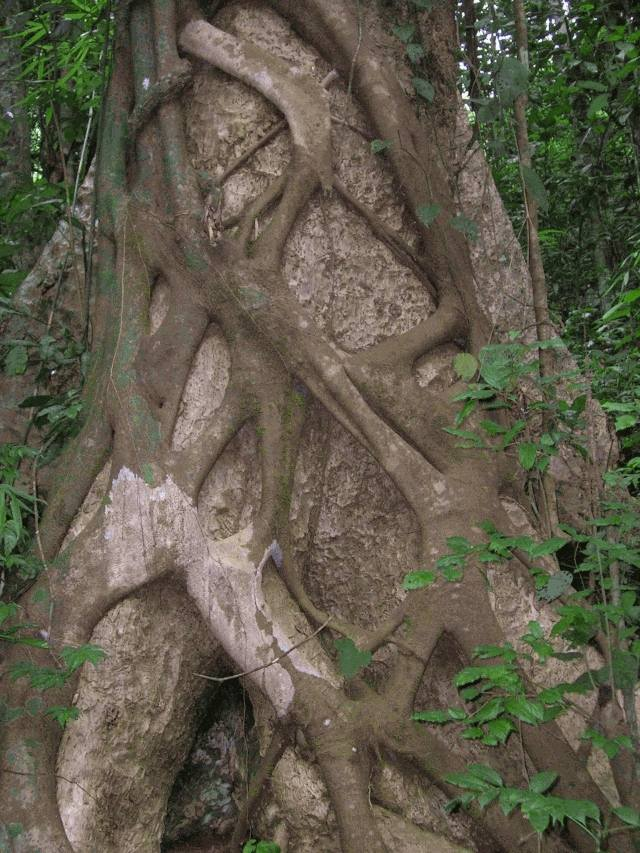
Raízes anastomosadas de uma Ficus hemiepífita a estrangular a árvore hospedeiro.

Hemiepífita é uma planta cujo hábito de crescimento é epífito apenas durante uma parte do seu ciclo de vida, sendo mais comum a situação em que a planta germina sobre a vegetação, desenvolvendo-se inicialmente como epífita, mas emitindo raízes em direção ao solo, que quando o atingem enraízam e permitem o rápido desenvolvimento da planta, que em muitos casos acaba asfixiando a planta hospedeiro (por ensombramento e mecanicamente por anelamento através de «raízes estranguladoras»).

## Descrição
O hemiepifitismo tem duas formas básicas:
- Hemiepifitismo primário — o mais comum e aquele que é normalmente referido quando se não adjectiva o termo, designa as hemiepífitas primárias, plantas que iniciam o seu ciclo de vida como epífitas e que ao crescerem enviam raízes em direcção ao solo onde eventualmente enraízam;
- Hemiepifitismo secundário — menos comum, é praticado por trepadeiras de crescimento rápido que germinam no solo e sobem pela vegetação, perdendo a ligação à terra até atingirem a zona de plena exposição solar, frequentemente no topo do dossel florestal, mas que ao ganharem aí vigor enviam raízes de volta ao solo, onde enraízam e engrossam rapidamente.

Em ambos os casos, as plantas hemiepífitas ligam-se firmemente ao ritidoma da árvore hospedeira, que parasitam mecanicamente, com as suas raízes com fototropismo negativo. As hemiepífitas primárias normalmente crescem em florestas húmidas muito densas, geralmente germinado junto ao dossel florestal situado muito acima do solo e projectando longas raízes finas e flexíveis em direcção ao solo, que quando o atingem espessam e ganham rapidamente rigidez. No caso das hemiepífitas secundárias, que também podem ser designadas por plantas escaladores de raízes, estas, ao perder a conexão com o solo da floresta, lançam longas raízes adventícias para o solo, desenvolvendo-se de seguida um processo similar ao que ocorre com as hemiepífitas primárias.
As trepadeiras capazes de hemiepifitismo secundário frequentemente exibem escototropismo na sua fase juvenil, um movimento de orientação para uma área escura bem definida que leva a planta a projectar longos caules, por vezes estiolados, em direcção à sombra projectada por potenciais suportes. Este comportamento foi observado em Monstera tenuis e outras espécies e é uma adaptação que permite que as plantas juvenis busquem uma árvore hospedeira adequada, após a germinação no solo da floresta.
Outra distinção que deve ser considerada na análise do hemiepifitismo é a diferenciação entre a acção das hemiepífitas lenhosas, com crescimento secundário, e as hemiepífitas herbáceas, desprovidas dessa forma de engrossamento dos seus caules e raízes:
- Nas hemiepífitas lenhosas quando as raízes alcançam o solo e enraízam sofrem o crescimento secundário que as plantas lenhosas normalmente exibem, tornando-se fúlcreas (sustentadoras ou raízes de suporte) que com o espessamento ao redor do tronco da planta hospedeira muitas vezes provocam o estiolamento e morte por competição pela luz solar ou mesmo por estrangulamento mecânico ao não permitir a continuidade do crescimento secundário da árvore hospedeira,[4] ou provocando o corte das camadas externas do caule resultando em anelamento e morte. Em alguns casos estas hemiepífitas, ao amadurecerem após a morte da planta hospedeiro, ganham um aspecto arborescente cujo «tronco» é um sistema de raiz-tronco estrangulante,[4] constituído por raízes-caules que se anastomosam e fundem por auto-enxertia. Exemplos deste tipo de ciclo de vida encontram-se com frequência entre as Moraceae, particularmente no género Ficus (com as espécies conhecidas como «figueiras estranguladoras»), mas também em Metrosideros robusta (Myrtaceae) e em algumas espécies de Clusia (Clusiaceae).[4] Raízes de figueiras estranguladoras aparentemente foram exploradas para a construção de «pontes vivas» dada a capacidade de se ligarem por enxertia.

- Nas hemiepífitas herbáceas, que não apresentam crescimento secundário, o engrossamento é limitado e a capacidade de estrangulamento mecânico menor. Estas plantas são maioritariamente hemiepífitas secundárias que normalmente ocorrem em bosques húmidos com estratos arbóreos muito altos.[3] Um exemplo típico são as aráceas trepadoras (membros da família Araceae), com raízes que perdem conexão com o solo e posteriormente podem enviar longas guias que as enraizam novamente.[3]

## Galeria

Figueiras estranguladoras
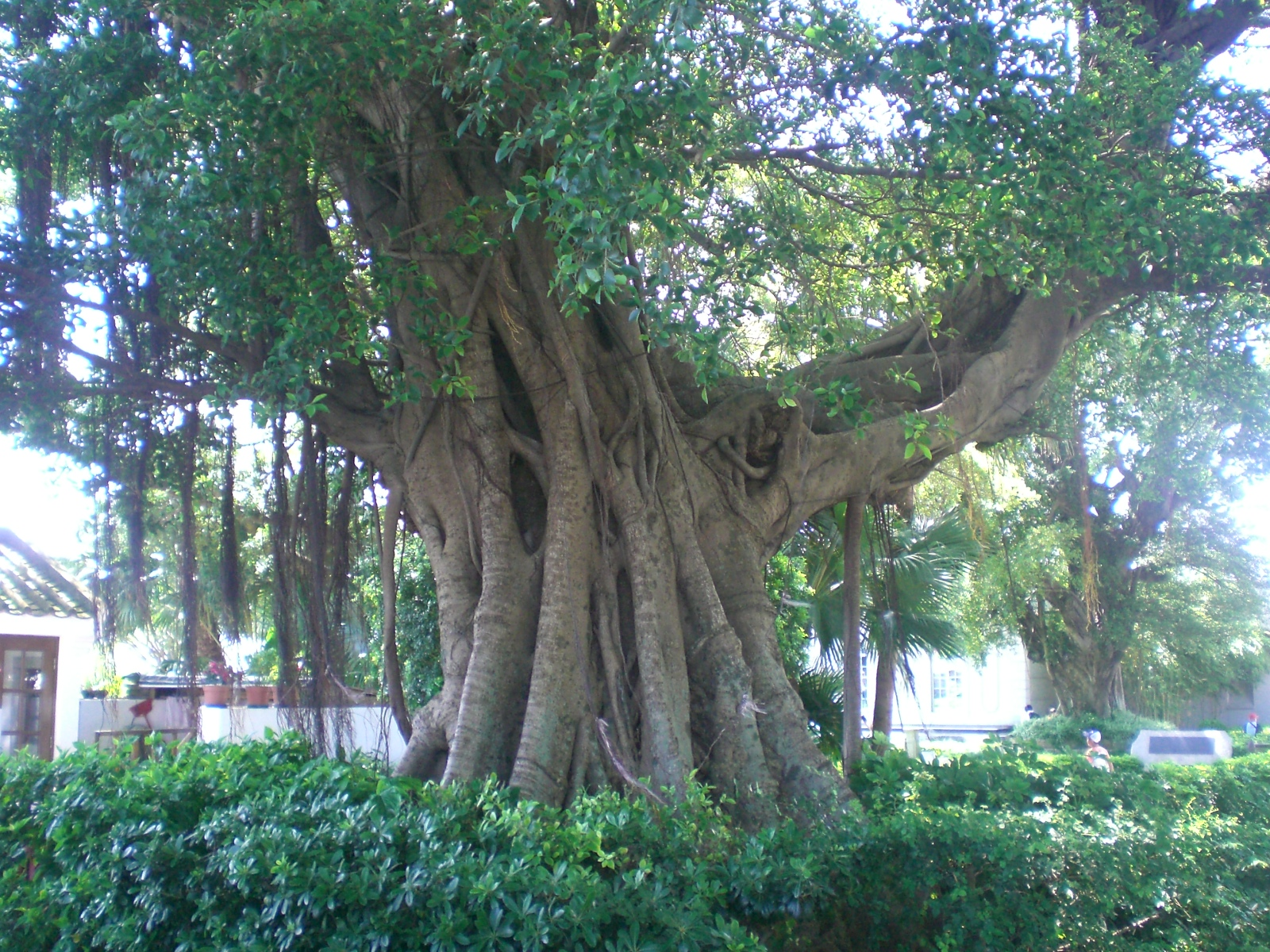
Um estrangulador maduro pode ter hábito arborescente, cujo "tronco" é formado por um sistema de raízes-caules que se anastomosam num processo de enxertia natural.
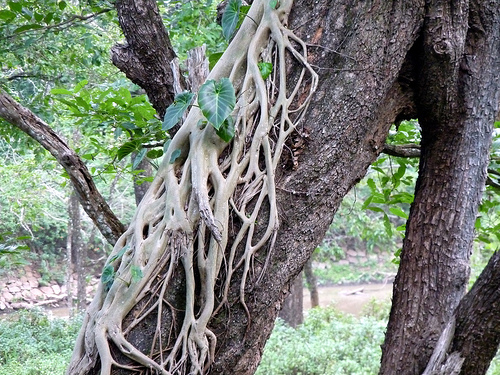
As plantas estranguladoras começam o seu ciclo de vida como epífitas de raízes lenhosas.
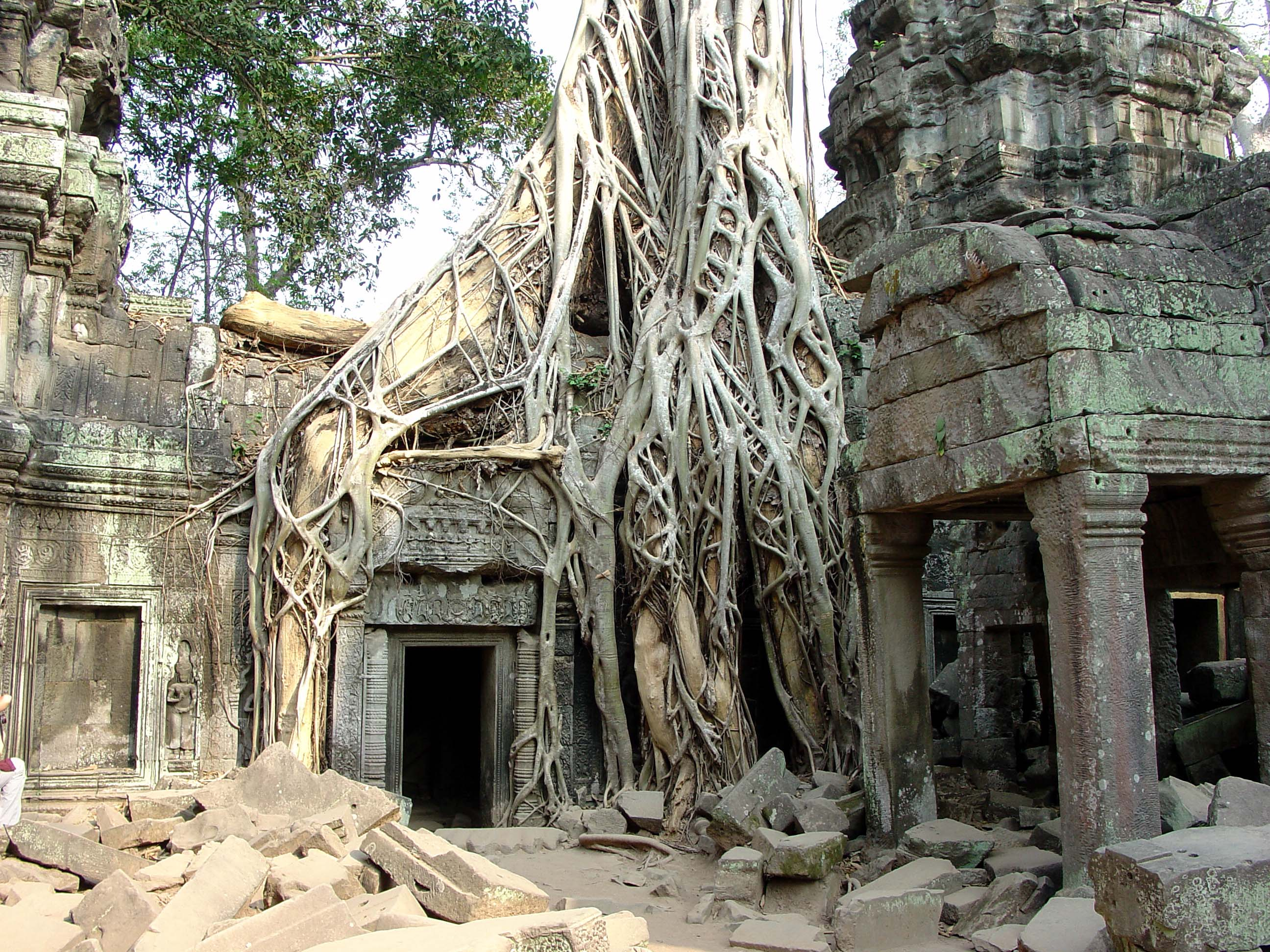
Figueira estranguladora (em Ta Prohm Angkor).
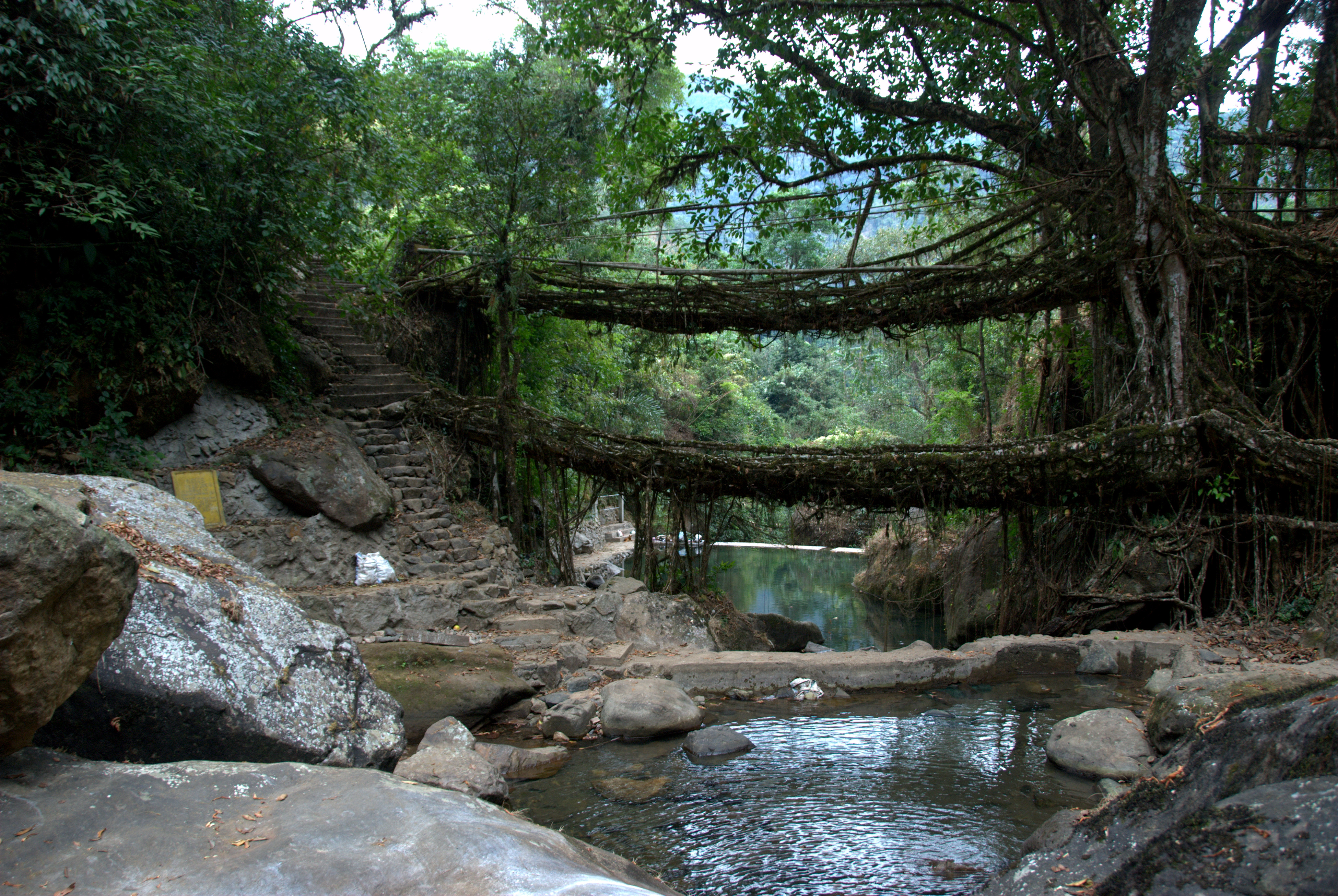
Uma "ponte viva" de raízes entrelaçadas de figueiras estranguladoras (em Meghalaya).